# Huaxiagnathus

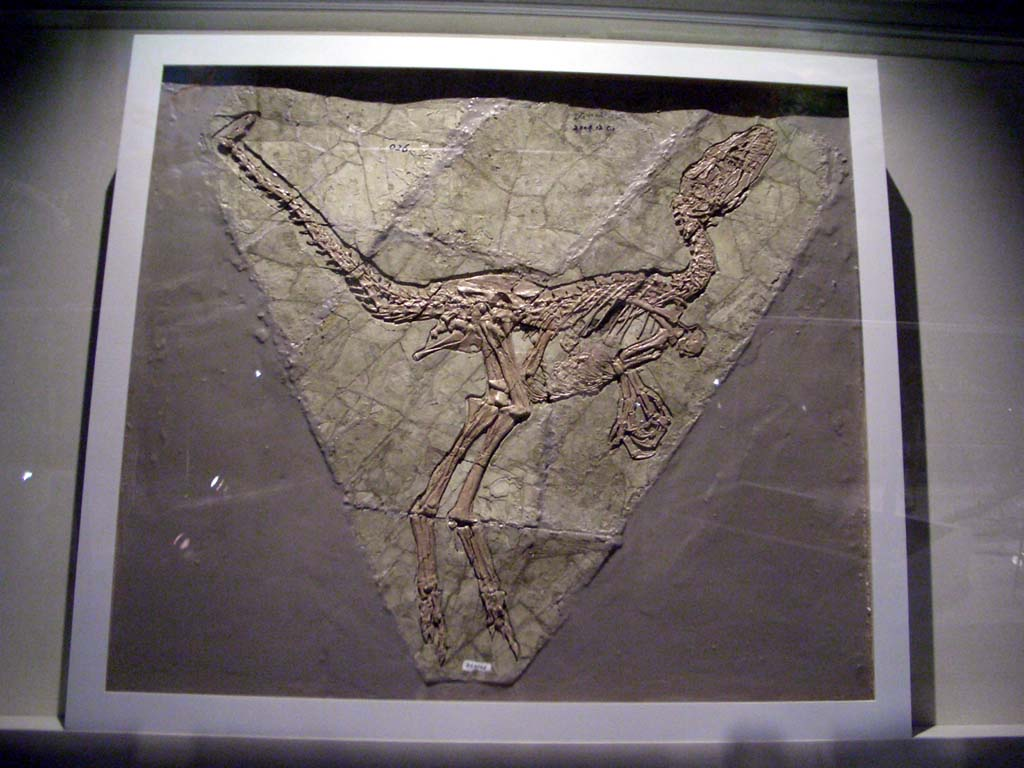
skamieniałość Huaxiagnathus orientalis (Hong Kong Science Museum)

Huaxiagnathus (Huaxiagnathus orientalis) – dinozaur z grupy celurozaurów (Coelurosauria); jego nazwa znaczy "chińska szczęka" (w jęz. mandaryńskim Hua Xia = Chiny + w jęz. greckim gnathus = szczęka). Nazwa gatunkowa także pochodzi od miejsca znalezienia – orientalis znaczy "orientalny, ze wschodu".

## Występowanie
Żył w okresie wczesnej kredy (ok. 130-125 mln lat temu) na terenach wschodniej Azji. Długość ciała ok. 1,8 m. Jego szczątki znaleziono w Chinach (w zachodniej części prowincji Liaoning), w formacji Yixian (grupa Jehol).

## Materiał kopalny i lokalizacja
Znaleziono dwa osobniki, oba w formacji Yixian. Holotyp (CAGS-IG-02-301) znaleziony przez rolników niedaleko miasta Beipiao (okolica Sihetun) to niemal kompletny szkielet, braknie tylko końcówki ogona. Drugi osobnik (NGMC 98-5-003) pochodzi z wioski Dabangou (okolica także Sihetun) i został uszkodzony w wyniku złej preparacji i nie nadawał się na holotyp. Oba osobniki znajdują się obecnie w Pekinie.

## Budowa
Jak na kompsognatyda, był sporych rozmiarów – dorosły osobnik mierzył 1,8m długości. Huaxiagnathus jest najbardziej bazalnym przedstawicielem kompsognatów, na co wskazuje niewyspecjalizowana budowa kończyn przednich. Czaszka jest masywna, jak na kompsognatyda i ma dość prostokątny kształt. Pokrycie ciała nie zachowało się, ale można przypuszczać, że huaxiagnathus był upierzony, podobnie jak jego krewniacy – większy sinokaliopteryks i nieco mniejszy sinozauropteryks, znane z tej samej formacji.